# NGC 621
NGC 621 é uma galáxia lenticular (SB0) localizada na direcção da constelação de Triangulum. Possui uma declinação de +35° 30' 45" e uma ascensão recta de 1 horas, 36 minutos e 48,9 segundos.
A galáxia NGC 621 foi descoberta em 24 de Novembro de 1883 por Édouard Jean-Marie Stephan.